# 다치모토 하루카
다치모토 하루카(일본어: 田知本 遥, たちもと はるか, 1990년 8월 3일~)는 일본의 유도 선수로 2016년 하계 올림픽 여자 미들급에서 금메달을 획득했다. 
언니인 메구미도 유도 선수이다.